# Basto
Basto, auch Santa Senhorinha de Basto genannt, ist eine Gemeinde im Norden Portugals.

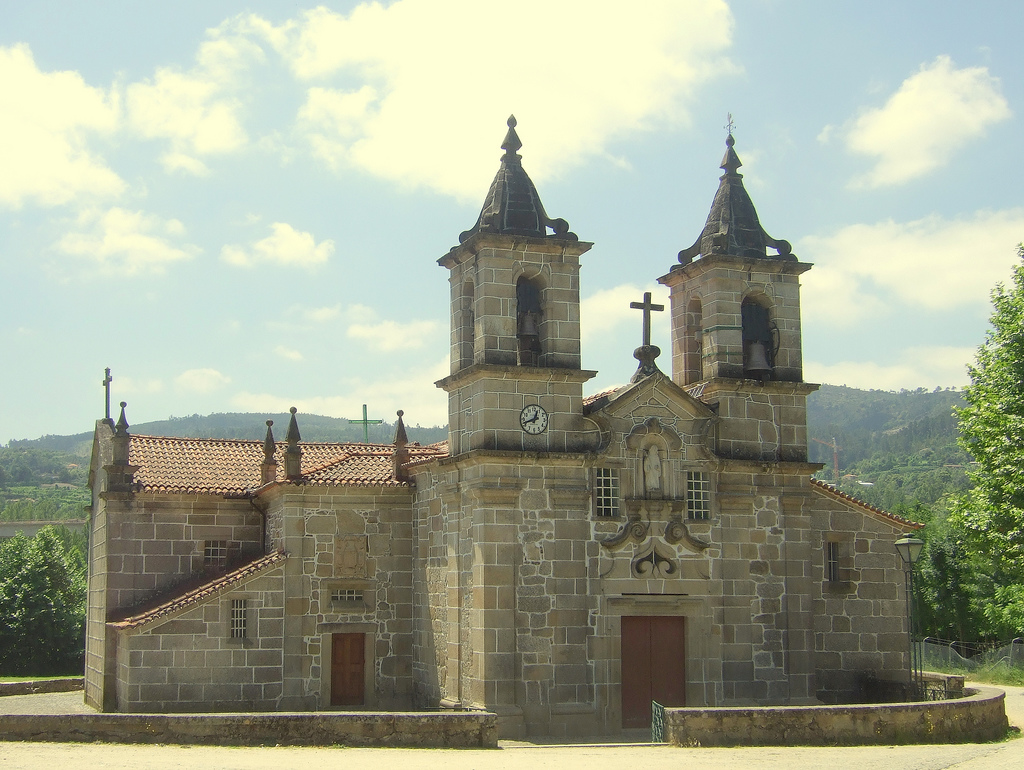
Pfarrkirche Santa Senhorinha

Basto gehört zum Kreis Cabeceiras de Basto im Distrikt Braga, besitzt eine Fläche von 5,6 km² und hat 893 Einwohner (Stand 19. April 2021).